# 1985 au théâtre
| Années du théâtre : 1982 - 1983 - 1984 - 1985 - 1986 - 1987 - 1988    |
| Décennies du théâtre : 1950 - 1960 - 1970 - 1980 - 1990 - 2000 - 2010 |

Cet article présente les faits marquants de l'année 1985 au théâtre.

## Pièces de théâtre représentées
- 27 novembre : Le Cid de Pierre Corneille, mise en scène de Francis Huster, Théâtre Renault-Barrault (Paris) avec Francis Huster, Jean Marais, Jean-Louis Barrault
- La parenthèse de sang mise en scène de Sanvi Panou avec Jean-Claude Aubé, Espace Kiron
- Hamlet de Shakespeare, Théâtre du 8e Lyon Bouffes du Nord

## Naissances
- 1er août : Sara Giraudeau, comédienne française.
- 22 décembre : Kae Tempest, dramaturge et figure du spoken word britannique.

## Décès
- 16 janvier : Daniel Lecourtois (°1902)
- 31 mars : Alexandre Rignault (°1901)
- 15 avril : Marc-Gilbert Sauvajon (°1909)
- 15 août : Marie Bell (°1900)
- 30 septembre : Simone Signoret (°1921)
- 10 octobre : Orson Welles (°1915)
- 17 octobre : Madame Simone (°1877)
- 20 octobre : Jean-Roger Caussimon (°1918)
- 4 novembre : Mag-Avril (°1899)
- 9 novembre : Marie-Georges Pascal (°1946)
- 27 novembre : Guillaume Hanoteau (°1908)
- 17 décembre : Simone Paris (°1909)
- 25 décembre : Jacques Monod (°1918)